# Adetus analis
Adetus analis es una especie de escarabajo del género Adetus, familia Cerambycidae. Fue descrita científicamente por Haldeman en 1847.
Habita en Argentina, Belice, Bolivia, Brasil, Costa Rica, Guatemala, Guayana Francesa, Honduras, México, Nicaragua, Panamá y Paraguay. Los machos y las hembras miden aproximadamente 8-12 mm. El período de vuelo de esta especie ocurre en los meses de enero, febrero, abril, julio, agosto, octubre, noviembre y diciembre.